# Gens Magia
La gens Magia era una famiglia plebea a Roma. I membri di questa gens sono menzionati per la prima volta al tempo della seconda guerra punica. Sebbene molti di loro portassero un utile servizio allo stato romano, nessuno dei Magi ebbe mai il consolato.

## Origine

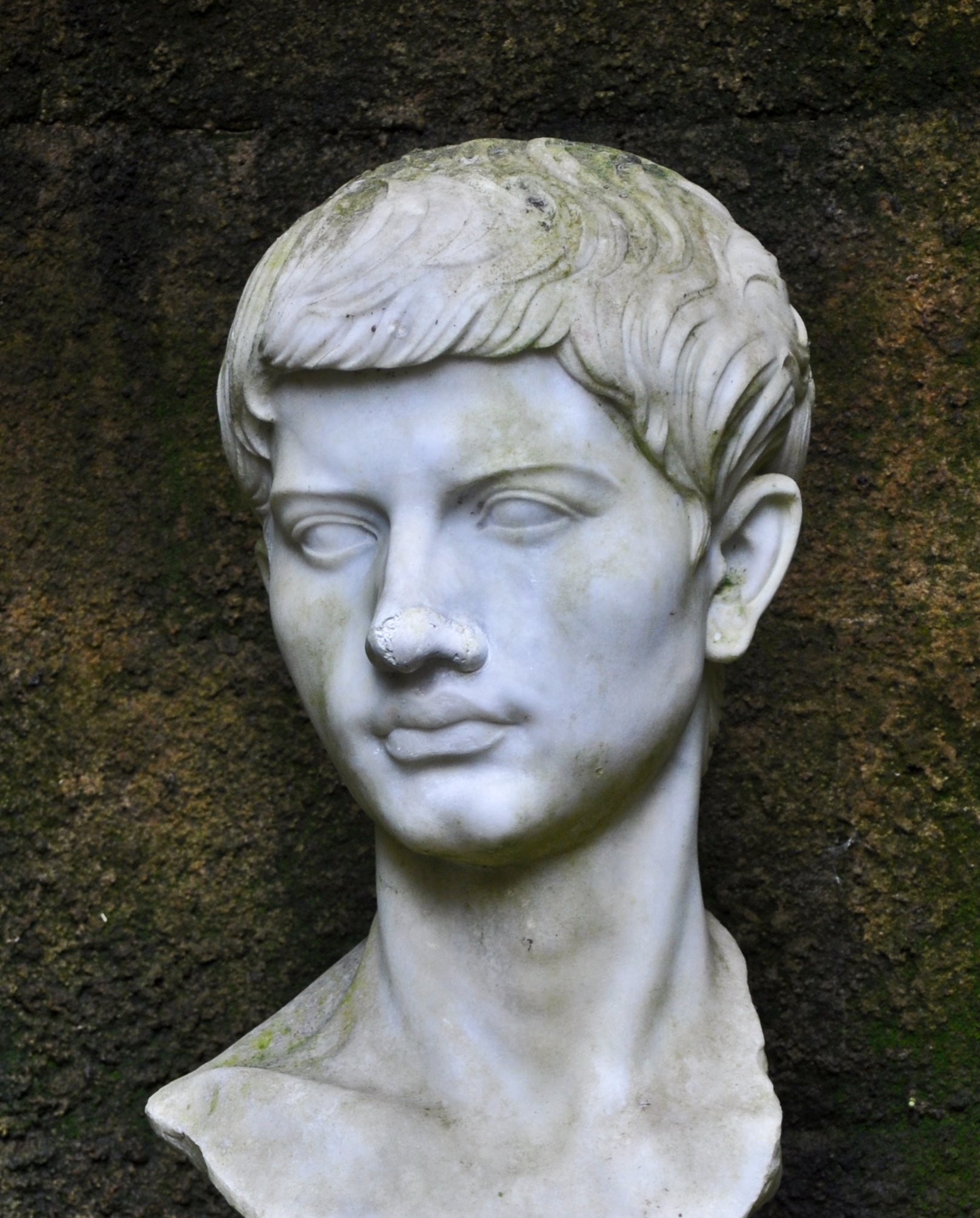
Virgilio

I Magi erano campani e, al tempo della seconda guerra punica, erano tra le principali famiglie di Capua. Quel conflitto divideva i Magi, alcuni dei quali desideravano allearsi con Annibale, mentre altri sostenevano l'alleanza con Roma. Uno di questi portava il cognome Atellanus (Gneo Magio Atellano), proveniente dalla città campana di Atella, forse l'origine ultima della famiglia. Minato Magius (Minatus Magius), un antenato dello storico Velleio Patercolo (Velleius Paterculus), ricevette la cittadinanza romana come risultato del suo leale servizio a Roma durante la Guerra sociale. Il suo cognome, Aeculanensis, suggerisce che un ramo dei Magi si stabilì ad Aeculanum nel II secolo a.C.
In due iscrizioni rilevate da reperti di età augustea provenienti da Calvisano, viene fatta menzione di una Gens Magia di Casalpoglio, forse in relazione di affinità con i genitori di Virgilio.